# Dinastía Konbaung
La dinastía Konbaung, algunas veces nombrada como dinastía Alaungpaya, fue la última familia que reinó en Birmania, entre 1752 y 1885, estableciendo el Tercer Imperio Birmano, el segundo mayor de la historia birmana.
En vista de la fragmentación de la dinastía Toungoo, Alaungpaya (1714-1760), jefe de un poblado cercano a Mandalay, formó un ejército, con el que derrotó al reino mon de Hanthawaddy, al sur de Birmania y después conquistó al noreste el estado Shan, reuniendo hacia 1759 toda Birmania (y Manipur) a pesar del apoyo francés y británico a Hanthawaddy.
Alaungpaya atacó la capital siamesa de Ayutthaya, pero fue forzado a emprender la retirada. Su hijo Hsinbyushin, el tercer rey de la dinastía (1763-1776), envió tropas al interior de los reinos vecinos y repelió triunfalmente cuatro invasiones vengativas de China.
El sexto rey de la dinastía, Bodawpaya (1782-1819), acumuló varias campañas fallidas contra los siameses y trasladó la capital hacia Amarapura. Él también conquistó el reino de Arakan. Sus incursiones al interior de Assam despertaron la ira de los británicos y, bajo el mando de Bagyidaw (1819-1837), Birmania fue derrotada en la primera guerra anglo-birmana. A partir de entonces, las posesiones de Birmania fueron declinando gradualmente, para terminar con la total anexión por parte de los ingleses en 1885 tras la tercera guerra anglo-birmana .
Durante la dinastía Konbaung, la capital fue movida varias veces por razones religiosas, políticas y estratégicas: Shwebo (1752–1760), Sagaing (1760–1765), Ava (1765–1783, 1821–1842), Amarapura (1783–1821, 1842–1859) y Mandalay (1859–1885).

## Historia

### Fundación
La dinastía fue fundada por un jefe de aldea, que más tarde sería conocido como Alaungpaya, en 1752 para desafiar al Reino restaurado Hanthawaddyque acababa de derrocar a la dinastía Taungoo. En 1759, las fuerzas de Alaungpaya habían reunificado toda Birmania (y Manipur) y expulsado al French y a los británicos que habían proporcionado armas a Hanthawaddy.

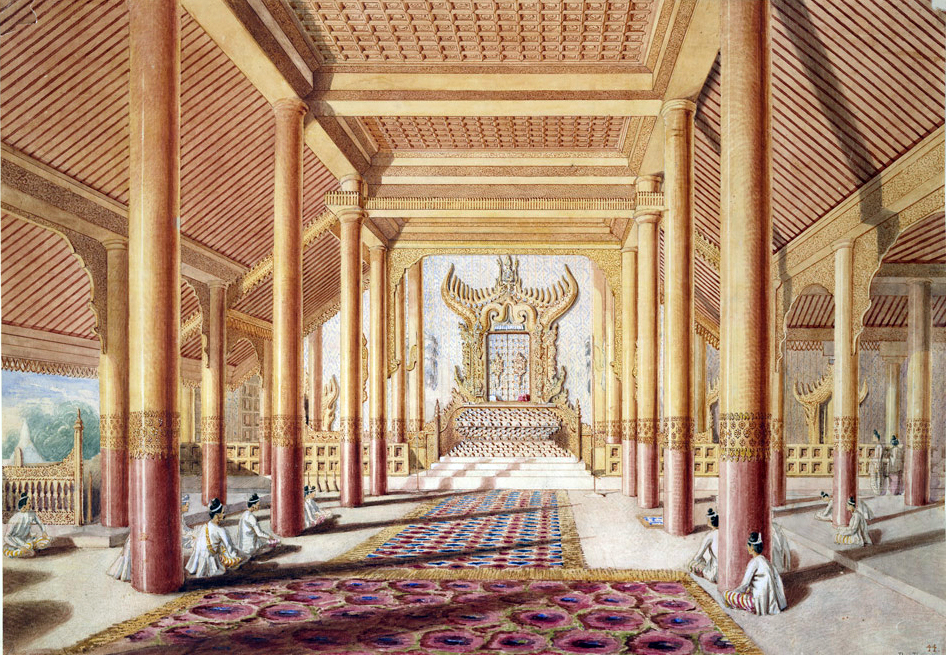
Trono del león en el salón del trono del palacio real de Amarapura (pintura de Colesworthy Grant, 1855).

El segundo hijo de Alaungpaya, Hsinbyushin, llegó al trono tras un breve reinado de su hermano mayor, Naungdawgyi (1760-1763). Continuó la política expansionista de su padre y finalmente tomó Ayutthaya en 1767, tras siete años de lucha.

### Relaciones con Siam
En 1760, Birmania inició una serie de guerras con Siam que durarían hasta bien entrado el siglo XIX. En 1770, los herederos de Alaungpaya habían destruido Ayutthaya Siam (1765-1767), sometido gran parte de Laos (1765) y derrotado cuatro invasiones de la China Qing (1765-1769). Con los birmanos preocupados durante otras dos décadas por otra invasión inminente de los chinos, Siam se reunificó en 1771 y prosiguió con la captura de Lan Na en 1776. Birmania y Siam estuvieron en guerra hasta 1855, pero tras décadas de guerra, ambos países intercambiaron Tenasserim (a Birmania) y Lan Na (a Siam).

### Relaciones con China
En defensa de su reino, la dinastía libró con éxito cuatro guerras contra la dinastía Qing de China, que veía la amenaza de la expansión del poder birmano en Oriente. En 1770, a pesar de su victoria sobre los ejércitos chinos, el rey Hsinbyushin pidió la paz con China y concluyó un tratado para mantener el comercio bilateral con el Reino Medio, muy importante para la dinastía en aquella época. La dinastía Qing abrió entonces sus mercados y restableció el comercio con Birmania en 1788, tras la reconciliación. A partir de entonces, las relaciones pacíficas y amistosas prevalecieron entre China y Birmania durante mucho tiempo.

### Relaciones con Vietnam
En 1823, emisarios birmanos dirigidos por George Gibson, hijo de un mercenario inglés, llegaron a la ciudad vietnamita de Saigón. El rey birmano Bagyidaw estaba muy interesado en conquistar Siam y esperaba que Vietnam pudiera ser un aliado útil. Vietnam acababa de anexionarse Camboya. El emperador vietnamita era Minh Mạng, que acababa de acceder al trono tras la muerte de su padre, Gia Long (fundador de la dinastía Nguyen). Una delegación comercial de Vietnam había estado recientemente en Birmania, deseosa de ampliar el comercio de nidos de pájaros (tổ yến). Sin embargo, el interés de Bagyidaw en enviar una misión de retorno era asegurar una alianza militar.

### Expansión occidental, Primera y Segunda Guerras Anglo-Birmanas
Enfrentada a una poderosa China y a un resurgente Siam en el este, la dinastía Konbaung ambicionaba expandir el Imperio Konbaung hacia el oeste.
Bodawpaya adquirió los reinos occidentales de Arakan (1784), Manipur (1814), y Assam (1817), lo que condujo a una larga frontera mal definida con la India británica. La corte de Konbaung había puesto sus miras en la posible conquista de la Bengala británica al estallar la primera guerra anglo-birmana.
Los europeos comenzaron a establecer puestos comerciales en la región del delta del Irrawaddy durante este periodo. Konbaung intentó mantener su independencia mediante el equilibrio entre el Imperio colonial francés y el Imperio británico. Al final fracasó, los británicos rompieron relaciones diplomáticas en 1811, y la dinastía libró y perdió tres guerras contra el Imperio Británico, que culminaron con la anexión total de Birmania por los británicos.

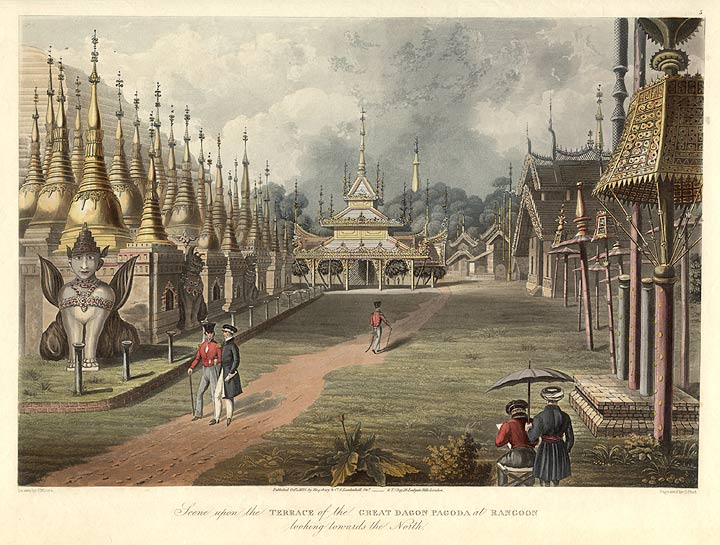
La Pagoda de Shwedagon durante la primera guerra anglo-birmana (1824-26).

Los británicos derrotaron a los birmanos en la primera guerra anglo-birmana (1824-1826) tras enormes pérdidas por ambas partes, tanto en términos de mano de obra como de activos financieros. Birmania tuvo que ceder Arakan, Manipur, Assam y Tenasserim, y pagar una cuantiosa indemnización de un millón de libras esterlinas.
En 1837, el hermano del rey Bagyidaw, Tharrawaddy, se hizo con el trono, puso a Bagyidaw bajo arresto domiciliario y ejecutó a la reina principal Me Nu y a su hermano. Tharrawaddy no intentó mejorar las relaciones con Gran Bretaña.

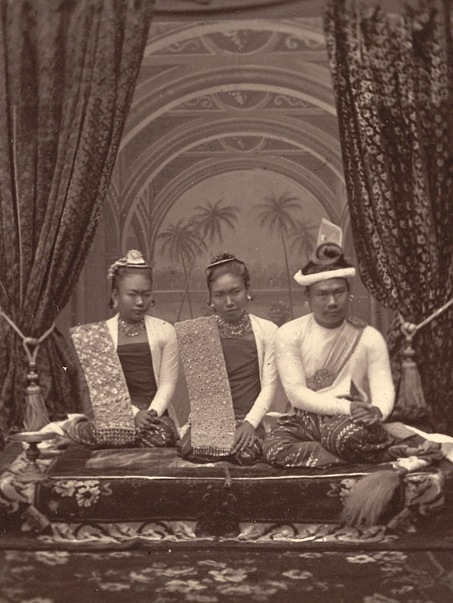
El último rey, Thibaw Min (derecha), aquí con la reina Supayalat y su hermana la reina menor Supayalay, fue depuesto por la fuerza por los británicos tras la tercera guerra anglo-birmana en 1885.

Su hijo Pagan, que se convirtió en rey en 1846, ejecutó a miles -algunas fuentes dicen que hasta 6.000- de sus súbditos más ricos e influyentes bajo cargos falsos. Durante su reinado, las relaciones con los británicos fueron cada vez más tensas. En 1852 estalló la Segunda Guerra Anglo-Birmana. Pagan fue sucedido por su hermano menor, el progresista Mindon.

#### Reformas
Conscientes de la necesidad de modernizarse, los gobernantes de Konbaung intentaron promulgar varias reformas con un éxito limitado. El rey Mindon y su hábil hermano, el príncipe heredero Kanaung, crearon fábricas estatales para producir armas modernas y mercancías; al final, estas fábricas resultaron más costosas que efectivas para evitar invasiones y conquistas extranjeras.
Los reyes Konbaung ampliaron las reformas administrativas iniciadas en el periodo de la dinastía Toungoo Restaurada (1599-1752) y alcanzaron niveles sin precedentes de control interno y expansión exterior. Reforzaron el control en las tierras bajas y redujeron los privilegios hereditarios de los jefes Shan. También instituyeron reformas comerciales que aumentaron los ingresos del gobierno y los hicieron más predecibles. La economía monetaria siguió ganando terreno. En 1857, la corona inauguró un sistema completo de impuestos y salarios en metálico, ayudado por la primera moneda de plata estandarizada del país.
Mindon también intentó reducir la presión fiscal rebajando el pesado impuesto sobre la renta y creó un impuesto sobre la propiedad, así como aranceles sobre las exportaciones extranjeras. Estas políticas tuvieron el efecto contrario de aumentar la presión fiscal, ya que las élites locales aprovecharon la oportunidad para promulgar nuevos impuestos sin bajar los antiguos; pudieron hacerlo ya que el control desde  central era débil. Además, los aranceles sobre las exportaciones extranjeras ahogaron el floreciente comercio.
Mindon intentó poner a Birmania en mayor contacto con el mundo exterior, y organizó el Quinto gran sínodo budista en 1872 en [Región de Mandalay|Mandalay]], ganándose el respeto de los británicos y la admiración de su propio pueblo.
Mindon evitó la anexión en 1875 cediendo los Estados Karenni. 
No obstante, el alcance y el ritmo de las reformas fueron desiguales y, en última instancia, resultaron insuficientes para frenar el avance del colonialismo británico.

### Tercera guerra anglo-birmana y destronamiento de la monarquía
Murió antes de poder nombrar sucesor, y Thibaw, un príncipe menor, fue aupado al trono por Hsinbyumashin, una de las reinas de Mindon, junto con su hija, Supayalat (Rudyard Kipling la menciona como reina de Thibaw, y toma prestado su nombre, en su poema "Mandalay"). El nuevo rey Thibaw procedió, bajo la dirección de Supayalat, a masacrar a todos los posibles aspirantes al trono. Esta masacre fue dirigida por la reina.

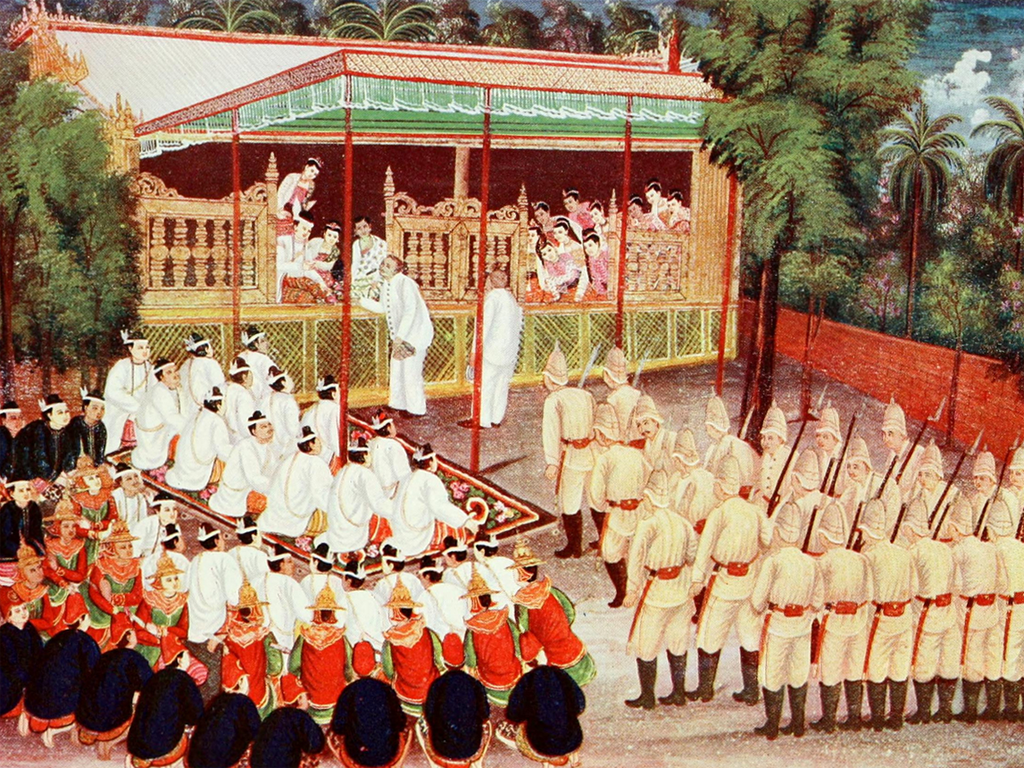
Una pintura tradicional de Saya Chone representa la abdicación del rey Thibaw.

La dinastía llegó a su fin en 1885 con la abdicación forzada y el exilio del rey y la familia real a la India. Los británicos, alarmados por la consolidación de la Indochina francesa, se anexionaron el resto del país en la tercera guerra anglo-birmana de 1885. La anexión se anunció en el parlamento británico como regalo de Año Nuevo a la reina Victoria el 1 de enero de 1886.
Aunque la dinastía había conquistado vastas extensiones de territorio, su poder directo se limitaba a su capital y a las fértiles llanuras del río Irrawaddy. Los gobernantes konbaung promulgaron severas levas y tuvieron dificultades para luchar contra las rebeliones internas. En diversas épocas, los estados Shan pagaron tributo a la dinastía Konbaung, pero a diferencia de las tierras Mon, nunca fueron controladas directamente por los birmanos.

## Gobierno
La dinastía Konbaung era una monarquía absoluta. Como en el resto del sudeste asiático, el concepto tradicional de realeza aspiraba a que los Chakravartin (monarcas universales) crearan su propio mandala o campo de poder dentro del universo Jambudipa', junto con la posesión del elefante blanco que les permitía asumir el título de Hsinbyushin o Hsinbyumyashin (Señor de los Elefantes Blancos), desempeñaron un papel significativo en sus esfuerzos. De mayor importancia terrenal era la amenaza histórica de incursiones periódicas y la ayuda a las rebeliones internas, así como la invasión y la imposición del señorío de los reinos vecinos de los Mon, Tai Shans y Manipuris.

### Divisiones administrativas
El reino estaba dividido en provincias llamadas myo (မြို့). Estas provincias estaban administradas por Myosa (မြို့စား), que eran miembros de la familia real o los funcionarios de más alto rango de la Hluttaw. Recaudaban ingresos para el gobierno real, pagaderos al Shwedaik (Tesoro Real) en plazos fijos, y se quedaban con lo que sobraba. Cada myo estaba subdividido en distritos llamados taik (တိုက်), que contenían conjuntos de aldeas llamadas ywa (ရွာ).
Las provincias costeras periféricas del reino (Pegu, Tenasserim, Martaban y Arakan) eran administradas por un virrey llamado Myowun, que era nombrado por el rey y poseía poderes civiles, judiciales, fiscales y militares. Los consejos provinciales (myoyon) estaban formados por myo saye (escribas de la ciudad), nakhandaw (receptores de las órdenes reales), sitke (jefes de guerra), htaunghmu (carcelero), ayatgaung (jefe del barrio) y dagahmu (guardián de las puertas). Cada provincia estaba dividida en distritos llamados myo, cada uno dirigido por un myo ok (si era nombrado), o por un myo thugyi (si el cargo era hereditario). El virrey de Pegu era asistido por varios funcionarios adicionales, incluyendo un akhunwun (funcionario de ingresos), akaukwun (recaudador de aduanas), y un yewun (conservador del puerto).
Los feudos tributarios periféricos en los límites del reino eran autónomos en la práctica y nominalmente administrados por el rey. Entre ellos se encontraban los reinos de habla Tai (lo que se convirtió en los Estados Shan durante el dominio británico), Palaung, Kachin y Manipuri. Los príncipes tributarios de estos feudos juraban regularmente lealtad y ofrecían tributo a los reyes konbaung (mediante rituales llamados gadaw pwedaw) y se les concedían privilegios reales y se les designaba sawbwa' (de Shan saopha, 'señor del cielo'). En concreto, las familias de los sawbwa shan se casaban regularmente con la aristocracia birmana y mantenían estrechos contactos con la corte konbaung.

## Árbol genealógico
|        |        |        |        |        |        |   |   |   |   |   |   |                       |                       |                       |                       |                       |                       | 1                       |                         |                         |                         |                         |                         |                      |                      |                      |                      |                      |                      |                   |                   |                   |                   |                   |                   |    |    |    |    |    |    |                         |                         |                         |                         |                         |                         |                    |                    |                    |                    |                    |                    |                         |                         |                         |                         |                         |                         |                      |                      |                      |                      |                      |                      |            |            |            |            |            |            |  |  |
|        |        |        |        |        |        |   |   |   |   |   |   |                       |                       |                       |                       |                       |                       | Alaungpaya (1752-1760)  | Alaungpaya (1752-1760)  | Alaungpaya (1752-1760)  | Alaungpaya (1752-1760)  | Alaungpaya (1752-1760)  | Alaungpaya (1752-1760)  |                      |                      |                      |                      |                      |                      | Yun San           | Yun San           | Yun San           | Yun San           | Yun San           | Yun San           |    |    |    |    |    |    |                         |                         |                         |                         |                         |                         |                    |                    |                    |                    |                    |                    |                         |                         |                         |                         |                         |                         |                      |                      |                      |                      |                      |                      |            |            |            |            |            |            |  |  |
|        |        |        |        |        |        |   |   |   |   |   |   |                       |                       |                       |                       |                       |                       | Alaungpaya (1752-1760)  | Alaungpaya (1752-1760)  | Alaungpaya (1752-1760)  | Alaungpaya (1752-1760)  | Alaungpaya (1752-1760)  | Alaungpaya (1752-1760)  |                      |                      |                      |                      |                      |                      | Yun San           | Yun San           | Yun San           | Yun San           | Yun San           | Yun San           |    |    |    |    |    |    |                         |                         |                         |                         |                         |                         |                    |                    |                    |                    |                    |                    |                         |                         |                         |                         |                         |                         |                      |                      |                      |                      |                      |                      |            |            |            |            |            |            |  |  |
|        |        |        |        |        |        |   |   |   |   |   |   |                       |                       |                       |                       |                       |                       |                         |                         |                         |                         |                         |                         |                      |                      |                      |                      |                      |                      |                   |                   |                   |                   |                   |                   |    |    |    |    |    |    |                         |                         |                         |                         |                         |                         |                    |                    |                    |                    |                    |                    |                         |                         |                         |                         |                         |                         |                      |                      |                      |                      |                      |                      |            |            |            |            |            |            |  |  |
|        |        |        |        |        |        |   |   |   |   |   |   |                       |                       |                       |                       |                       |                       |                         |                         |                         |                         |                         |                         |                      |                      |                      |                      |                      |                      |                   |                   |                   |                   |                   |                   |    |    |    |    |    |    |                         |                         |                         |                         |                         |                         |                    |                    |                    |                    |                    |                    |                         |                         |                         |                         |                         |                         |                      |                      |                      |                      |                      |                      |            |            |            |            |            |            |  |  |
|        |        |        |        |        |        |   |   |   |   |   |   | 3                     | 3                     | 3                     | 3                     | 3                     | 3                     |                         |                         |                         |                         |                         |                         | 6                    | 6                    | 6                    | 6                    | 6                    | 6                    |                   |                   |                   |                   |                   |                   | 2  | 2  | 2  | 2  | 2  | 2  |                         |                         |                         |                         |                         |                         |                    |                    |                    |                    |                    |                    |                         |                         |                         |                         |                         |                         |                      |                      |                      |                      |                      |                      |            |            |            |            |            |            |  |  |
| Me Hla | Me Hla | Me Hla | Me Hla | Me Hla | Me Hla |   |   |   |   |   |   | 3                     | 3                     | 3                     | 3                     | 3                     | 3                     | Hsinbyushin (1763-1776) | Hsinbyushin (1763-1776) | Hsinbyushin (1763-1776) | Hsinbyushin (1763-1776) | Hsinbyushin (1763-1776) | Hsinbyushin (1763-1776) | 6                    | 6                    | 6                    | 6                    | 6                    | 6                    |                   |                   |                   |                   |                   |                   | 2  | 2  | 2  | 2  | 2  | 2  | Bodawpaya (1782-1819)   | Bodawpaya (1782-1819)   | Bodawpaya (1782-1819)   | Bodawpaya (1782-1819)   | Bodawpaya (1782-1819)   | Bodawpaya (1782-1819)   |                    |                    |                    |                    |                    |                    | Naungdawgyi (1760-1763) | Naungdawgyi (1760-1763) | Naungdawgyi (1760-1763) | Naungdawgyi (1760-1763) | Naungdawgyi (1760-1763) | Naungdawgyi (1760-1763) |                      |                      |                      |                      |                      |                      | Shin Hpo U | Shin Hpo U | Shin Hpo U | Shin Hpo U | Shin Hpo U | Shin Hpo U |  |  |
| Me Hla | Me Hla | Me Hla | Me Hla | Me Hla | Me Hla |   |   |   |   |   |   |                       |                       |                       |                       |                       |                       | Hsinbyushin (1763-1776) | Hsinbyushin (1763-1776) | Hsinbyushin (1763-1776) | Hsinbyushin (1763-1776) | Hsinbyushin (1763-1776) | Hsinbyushin (1763-1776) |                      |                      |                      |                      |                      |                      |                   |                   |                   |                   |                   |                   |    |    |    |    |    |    | Bodawpaya (1782-1819)   | Bodawpaya (1782-1819)   | Bodawpaya (1782-1819)   | Bodawpaya (1782-1819)   | Bodawpaya (1782-1819)   | Bodawpaya (1782-1819)   |                    |                    |                    |                    |                    |                    | Naungdawgyi (1760-1763) | Naungdawgyi (1760-1763) | Naungdawgyi (1760-1763) | Naungdawgyi (1760-1763) | Naungdawgyi (1760-1763) | Naungdawgyi (1760-1763) |                      |                      |                      |                      |                      |                      | Shin Hpo U | Shin Hpo U | Shin Hpo U | Shin Hpo U | Shin Hpo U | Shin Hpo U |  |  |
|        |        |        |        |        |        |   |   |   |   |   |   |                       |                       |                       |                       |                       |                       |                         |                         |                         |                         |                         |                         |                      |                      |                      |                      |                      |                      |                   |                   |                   |                   |                   |                   |    |    |    |    |    |    |                         |                         |                         |                         |                         |                         |                    |                    |                    |                    |                    |                    |                         |                         |                         |                         |                         |                         |                      |                      |                      |                      |                      |                      |            |            |            |            |            |            |  |  |
|        |        |        |        |        |        | 4 | 4 | 4 | 4 | 4 | 4 |                       |                       |                       |                       |                       |                       |                         |                         |                         |                         |                         |                         |                      |                      |                      |                      |                      |                      |                   |                   |                   |                   |                   |                   |    |    |    |    |    |    | 5                       | 5                       | 5                       | 5                       | 5                       | 5                       |                    |                    |                    |                    |                    |                    |                         |                         |                         |                         |                         |                         |                      |                      |                      |                      |                      |                      |            |            |            |            |            |            |  |  |
|        |        |        |        |        |        | 4 | 4 | 4 | 4 | 4 | 4 | Singu Min (1776-1781) | Singu Min (1776-1781) | Singu Min (1776-1781) | Singu Min (1776-1781) | Singu Min (1776-1781) | Singu Min (1776-1781) |                         |                         |                         |                         |                         |                         |                      |                      |                      |                      |                      |                      | Thado Minsaw      | Thado Minsaw      | Thado Minsaw      | Thado Minsaw      | Thado Minsaw      | Thado Minsaw      |    |    |    |    |    |    | 5                       | 5                       | 5                       | 5                       | 5                       | 5                       |                    |                    |                    |                    |                    |                    | Phaungka (1782)         | Phaungka (1782)         | Phaungka (1782)         | Phaungka (1782)         | Phaungka (1782)         | Phaungka (1782)         |                      |                      |                      |                      |                      |                      |            |            |            |            |            |            |  |  |
|        |        |        |        |        |        |   |   |   |   |   |   | Singu Min (1776-1781) | Singu Min (1776-1781) | Singu Min (1776-1781) | Singu Min (1776-1781) | Singu Min (1776-1781) | Singu Min (1776-1781) |                         |                         |                         |                         |                         |                         |                      |                      |                      |                      |                      |                      | Thado Minsaw      | Thado Minsaw      | Thado Minsaw      | Thado Minsaw      | Thado Minsaw      | Thado Minsaw      |    |    |    |    |    |    |                         |                         |                         |                         |                         |                         |                    |                    |                    |                    |                    |                    | Phaungka (1782)         | Phaungka (1782)         | Phaungka (1782)         | Phaungka (1782)         | Phaungka (1782)         | Phaungka (1782)         |                      |                      |                      |                      |                      |                      |            |            |            |            |            |            |  |  |
|        |        |        |        |        |        |   |   |   |   |   |   |                       |                       |                       |                       |                       |                       |                         |                         |                         |                         |                         |                         |                      |                      |                      |                      |                      |                      |                   |                   |                   |                   |                   |                   |    |    |    |    |    |    |                         |                         |                         |                         |                         |                         |                    |                    |                    |                    |                    |                    |                         |                         |                         |                         |                         |                         |                      |                      |                      |                      |                      |                      |            |            |            |            |            |            |  |  |
|        |        |        |        |        |        |   |   |   |   |   |   |                       |                       |                       |                       |                       |                       | 7                       | 7                       | 7                       | 7                       | 7                       | 7                       |                      |                      |                      |                      |                      |                      | 8                 | 8                 | 8                 | 8                 | 8                 | 8                 |    |    |    |    |    |    |                         |                         |                         |                         |                         |                         |                    |                    |                    |                    |                    |                    |                         |                         |                         |                         |                         |                         |                      |                      |                      |                      |                      |                      |            |            |            |            |            |            |  |  |
|        |        |        |        |        |        |   |   |   |   |   |   |                       |                       |                       |                       |                       |                       | 7                       | 7                       | 7                       | 7                       | 7                       | 7                       | Bagyidaw (1819-1837) | Bagyidaw (1819-1837) | Bagyidaw (1819-1837) | Bagyidaw (1819-1837) | Bagyidaw (1819-1837) | Bagyidaw (1819-1837) | 8                 | 8                 | 8                 | 8                 | 8                 | 8                 |    |    |    |    |    |    | Tharrawaddy (1837-1846) | Tharrawaddy (1837-1846) | Tharrawaddy (1837-1846) | Tharrawaddy (1837-1846) | Tharrawaddy (1837-1846) | Tharrawaddy (1837-1846) |                    |                    |                    |                    |                    |                    |                         |                         |                         |                         |                         |                         |                      |                      |                      |                      |                      |                      |            |            |            |            |            |            |  |  |
|        |        |        |        |        |        |   |   |   |   |   |   |                       |                       |                       |                       |                       |                       |                         |                         |                         |                         |                         |                         | Bagyidaw (1819-1837) | Bagyidaw (1819-1837) | Bagyidaw (1819-1837) | Bagyidaw (1819-1837) | Bagyidaw (1819-1837) | Bagyidaw (1819-1837) |                   |                   |                   |                   |                   |                   |    |    |    |    |    |    | Tharrawaddy (1837-1846) | Tharrawaddy (1837-1846) | Tharrawaddy (1837-1846) | Tharrawaddy (1837-1846) | Tharrawaddy (1837-1846) | Tharrawaddy (1837-1846) |                    |                    |                    |                    |                    |                    |                         |                         |                         |                         |                         |                         |                      |                      |                      |                      |                      |                      |            |            |            |            |            |            |  |  |
|        |        |        |        |        |        |   |   |   |   |   |   |                       |                       |                       |                       |                       |                       |                         |                         |                         |                         |                         |                         |                      |                      |                      |                      |                      |                      |                   |                   |                   |                   |                   |                   |    |    |    |    |    |    |                         |                         |                         |                         |                         |                         |                    |                    |                    |                    |                    |                    |                         |                         |                         |                         |                         |                         |                      |                      |                      |                      |                      |                      |            |            |            |            |            |            |  |  |
|        |        |        |        |        |        |   |   |   |   |   |   |                       |                       |                       |                       |                       |                       |                         |                         |                         |                         |                         |                         | 9                    | 9                    | 9                    | 9                    | 9                    | 9                    |                   |                   |                   |                   |                   |                   | 10 | 10 | 10 | 10 | 10 | 10 |                         |                         |                         |                         |                         |                         |                    |                    |                    |                    |                    |                    |                         |                         |                         |                         |                         |                         |                      |                      |                      |                      |                      |                      |            |            |            |            |            |            |  |  |
|        |        |        |        |        |        |   |   |   |   |   |   |                       |                       |                       |                       |                       |                       |                         |                         |                         |                         |                         |                         | 9                    | 9                    | 9                    | 9                    | 9                    | 9                    | Pagan (1846-1853) | Pagan (1846-1853) | Pagan (1846-1853) | Pagan (1846-1853) | Pagan (1846-1853) | Pagan (1846-1853) | 10 | 10 | 10 | 10 | 10 | 10 |                         |                         |                         |                         |                         |                         | Mindon (1853-1878) | Mindon (1853-1878) | Mindon (1853-1878) | Mindon (1853-1878) | Mindon (1853-1878) | Mindon (1853-1878) |                         |                         |                         |                         |                         |                         | Princesa de Laungshe | Princesa de Laungshe | Princesa de Laungshe | Princesa de Laungshe | Princesa de Laungshe | Princesa de Laungshe |            |            |            |            |            |            |  |  |
|        |        |        |        |        |        |   |   |   |   |   |   |                       |                       |                       |                       |                       |                       |                         |                         |                         |                         |                         |                         |                      |                      |                      |                      |                      |                      | Pagan (1846-1853) | Pagan (1846-1853) | Pagan (1846-1853) | Pagan (1846-1853) | Pagan (1846-1853) | Pagan (1846-1853) |    |    |    |    |    |    |                         |                         |                         |                         |                         |                         | Mindon (1853-1878) | Mindon (1853-1878) | Mindon (1853-1878) | Mindon (1853-1878) | Mindon (1853-1878) | Mindon (1853-1878) |                         |                         |                         |                         |                         |                         | Princesa de Laungshe | Princesa de Laungshe | Princesa de Laungshe | Princesa de Laungshe | Princesa de Laungshe | Princesa de Laungshe |            |            |            |            |            |            |  |  |
|        |        |        |        |        |        |   |   |   |   |   |   |                       |                       |                       |                       |                       |                       |                         |                         |                         |                         |                         |                         |                      |                      |                      |                      |                      |                      |                   |                   |                   |                   |                   |                   |    |    |    |    |    |    |                         |                         |                         |                         |                         |                         |                    |                    |                    |                    |                    |                    |                         |                         |                         |                         |                         |                         |                      |                      |                      |                      |                      |                      |            |            |            |            |            |            |  |  |
|        |        |        |        |        |        |   |   |   |   |   |   |                       |                       |                       |                       |                       |                       |                         |                         |                         |                         |                         |                         |                      |                      |                      |                      |                      |                      |                   |                   |                   |                   |                   |                   |    |    |    |    |    |    | 11                      |                         |                         |                         |                         |                         |                    |                    |                    |                    |                    |                    |                         |                         |                         |                         |                         |                         |                      |                      |                      |                      |                      |                      |            |            |            |            |            |            |  |  |
|        |        |        |        |        |        |   |   |   |   |   |   |                       |                       |                       |                       |                       |                       |                         |                         |                         |                         |                         |                         |                      |                      |                      |                      |                      |                      |                   |                   |                   |                   |                   |                   |    |    |    |    |    |    | Thibau (1878-1885)      |                         |                         |                         |                         |                         |                    |                    |                    |                    |                    |                    |                         |                         |                         |                         |                         |                         |                      |                      |                      |                      |                      |                      |            |            |            |            |            |            |  |  |